# الأربعين

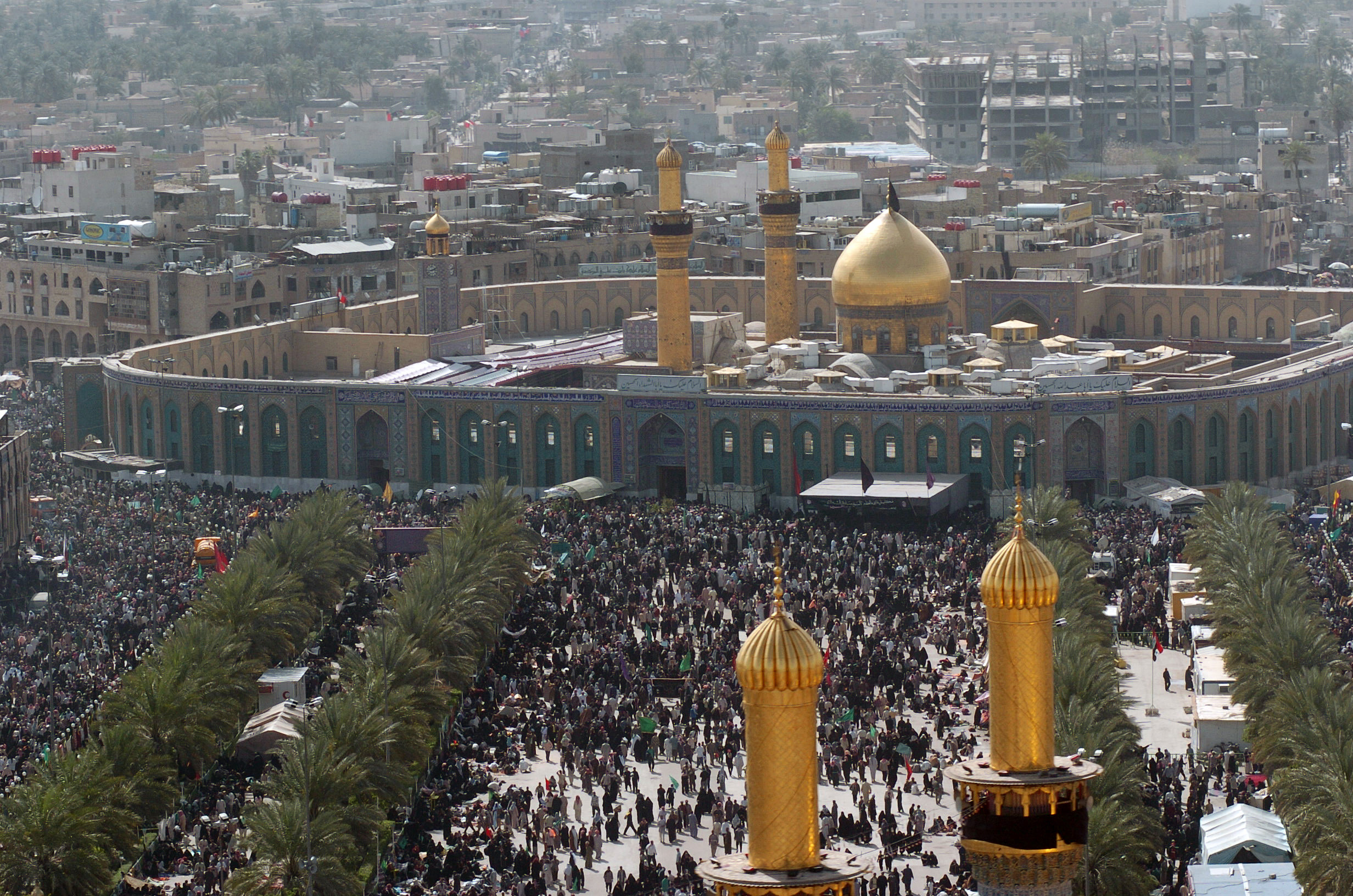
آلاف الزوار الشيعة يجتمعون في ضريح الإمام الحسين في كربلاء في العراق خلال الزيارة الأربعينية التي تقام في اليوم الأربعين بعد ذكرى يوم عاشوراء الذي استشهد فيه الحسين مع أهل بيته وعدد من أصحابه.

الأربعين أو الأربعينية أو أربعينية الحسين هو اليوم العشرون من شهر صفر والذي يوافق مرور 40 يومًا على مقتل الإمام الحسين بن علي بن أبي طالب في معركة كربلاء على يد جيش عمر بن سعد بن أبي وقاص
. يُحزن به في العالم في كل عام عند الشيعة لإحياء ذكرى الحسين وأهل بيته وأصحابه. وبحسب بعض الروايات فقد قامت زينب بنت علي وعلي بن الحسين السجاد وبرفقة الأيتام وأطفال الحسين بالسفر إلى أرض كربلاء لزيارة قبر الحسين في 20 صفر 61 هـ 
ويعتبر من أهم المناسبات عند الشيعة حيث تخرج مواكب العزاء في مثل هذا اليوم ويتوافد مئات الآلاف من الشيعة من كافة أنحاء العالم إلى أرض كربلاء لزيارة قبر الحسين. ويقوم الملايين من الزوار بالحضور إلى كربلاء مشياً على الأقدام بأطفالهم وشيوخهم من مدن العراق البعيدة حاملين الرايات تعبيراً عن النُصرة  انظر الصور إذ يقطع بعضهم ما يزيد على 500 كيلومتر مشياً ويقوم أهالي المدن والقرى المحاذية لطريق الزائرين بنصب سرادقات (خيام كبيرة) أو يفتحون بيوتهم لاستراحة الزوّار وإطعامهم معتبرين ذلك تقرباً إلى الله وتبركاً وقد ورد عن بعض أئمة الشيعة قوله أن علامات المؤمن خمسة: التختم باليمين، وتعفير الجبين، وصلوات إحدى وخمسين، وزيارة الأربعين، والجهر ببسم الله الرحمن الرحيم وتقول الروايات أن أول من زار الحسين في يوم الأربعين كان الصحابي جابر بن عبد الله الأنصاري إذ صادف وصوله من المدينة المنورة إلى كربلاء في ذلك اليوم وهو يوم وصول ركب حرم الحسين (نسائه وأيتامه) برفقة الإمام علي بن الحسين زين العابدين (السجاد) وعمته زينب، فالتقوا هناك ونصبوا مناحة عظيمة أصبحت إحياء ذكراها من السنن المستحبة المؤكدة عند أتباع أهل البيت، وتسمى هذه الذكرى محلياً في العراق بزيارة مردّ الرؤوس (أي رجوع أو عودة الرؤوس) لأن رؤوس الحسين وبعض من قُتل معه من اصحابه وأهل بيته أُعيدت لدفنها مع الأجساد بعد أن أخذها جيش بني أمية إلى يزيد وطافوا بها تباهياً بالنصر.

## رجوع أهل البيت إلى كربلاء
ليس من السهولة الحكم على الرأي القائل بأن أسارى أهل البيت قد مرّوا في طريق رجوعهم إلى المدينة بكربلاء أولاً ويرى بعض المحققين كالمحدّث النوري في كتاب اللؤلؤ والمرجان بأن هذه الزيارة لم تكن في السنة الأولى، وكذا تلميذه الشيخ عباس القمي في منتهى الآمال لأنه لم يكن بالإمكان حصولها في السنة الأولى. وقد شكك في وقوعها السيد ابن طاووس في إقبال الأعمال قبل المحدث النوري.
وفي الجهة المقابلة هناك من يعتقد بأن القافلة التي ضمت أسارى آل الرسول كانت قد وصلت كربلاء بعد تركها الشام وكان وصولها كربلاء في يوم الأربعين، وبعد زيارتها مرقد الحسين اتجهت صوب المدينة.
وقد تحدثت هذه النظرية وبصراحة كما جاء في كتاب اللهوف للسيد ابن طاووس عن حقيقة أن أهل البيت كانوا قد التقوا أثناء هذه الزيارة جابر بن عبد الله الأنصاري وبعض بني هاشم.
وقد كتب السيد محمد علي القاضي الطباطبائي كتاباً مفصلاً في ردّ رأي الشيخ النوري والقمي باسم التحقيق حول أول أربعين سيد الشهداء.

## زيارة الصحابة لقبر الحسين
جمع الصحابي سليمان بن صرد الخزاعي أنصاره في منطقة النخيلة في الخامس من ربيع الثاني سنة 65 ه‍، ثمّ سار بهم إلى قبر الحسين بن علي، وكان عددهم يقارب أربعة آلاف رجلا، فما أن وصلوا إلى القبر الشريف حتّى صاحوا صيحة واحدة ، وازدحموا حول القبر أكثر من ازدحام الحُجّاج على الحجر الأسود عند لثمه، فما رؤي أكثر باكياً من ذلك اليوم
وعرف ايضاً عن جابر بن عبد الله الأنصاري، صحابي النبي أنّه وصل كربلاء في الأربعينية الأولى لشهادة الحسين في سنة 61 هـ ق. ومعه عطية الكوفي وزار قبرالحسين.

## زيارة الأربعين
روي عن الحسن العسكري بأن للمؤمن خمس علامات، منها زيارة الأربعين.
وقد وردت زيارة خاصة ليوم الأربعين عن الإمام الصادق. وقد أوردها عباس القمي في مفاتيح الجنان في الباب الثالث بعد زيارة عاشوراء غير المعروفة، باسم زيارة الأربعين.
ويرى السيد القاضي الطباطبائي أن زيارة الأربعين معروفة عند الشيعة بزيارة «مردّ الرّأس». والمراد من التسمية أن اُسارى أهل البيت، قد جاءوا برأس الحسين معهم عندما جاءوا إلى كربلاء في هذا اليوم.